# Austin Motor Company

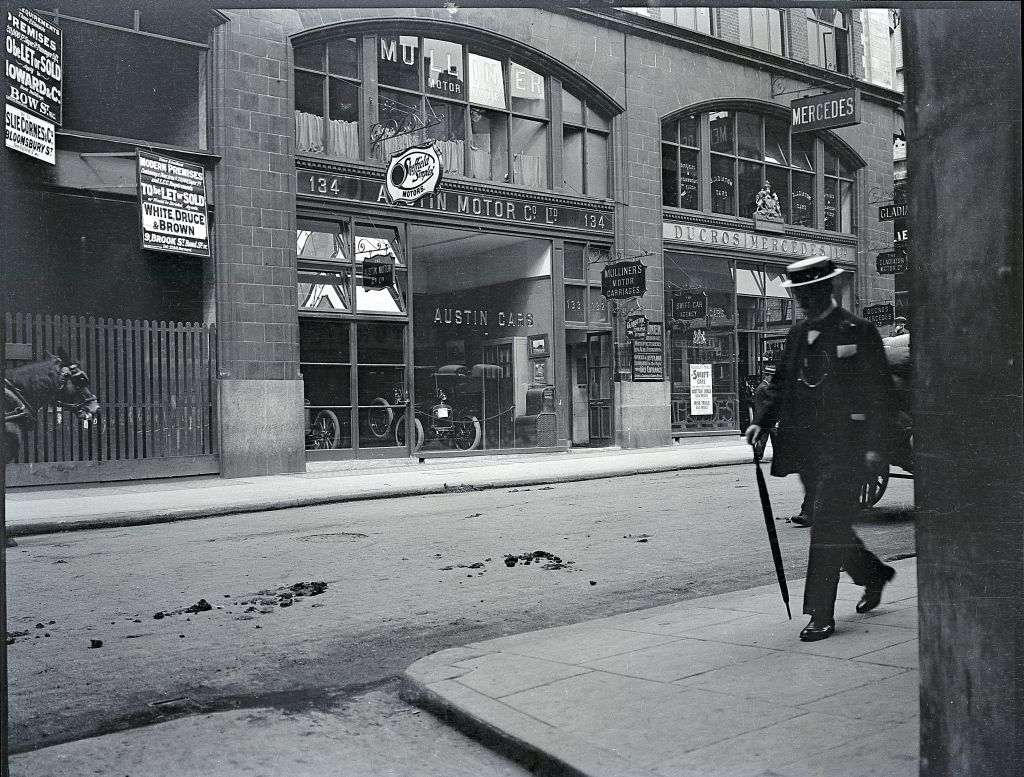
Salon Austin Motors przy ulicy Long Acre w Londynie, ok. 1910

Austin Motor Company – dawne brytyjskie przedsiębiorstwo motoryzacyjne zajmujące się produkcją samochodów osobowych, ciężarowych i pojazdów wojskowych pod marką Austin. Siedziba przedsiębiorstwa znajdowała się w Longbridge, w Birmingham w Anglii.
Przedsiębiorstwo zostało założone w grudniu 1905 roku i istniało do 1952 roku, kiedy to połączyło się z Nuffield Organisation, tworząc British Motor Corporation. Marka Austin była wykorzystywana do 1987 roku. Obecnie właścicielem marki Austin jest chińskie przedsiębiorstwo Nanjing Automobile Group.

## Modele

### Samochody cywilne
Samochody małe
- 1910–11 7 hp
- 1922–39 7
- 1959–61 Seven
- 1961–69 Mini
- 1980–87 Metro

Małe samochody rodzinne
- 1911–15 10 hp
- 1932–47 10
- 1939–47 8
- 1951–56 A30
- 1956–59 A35
- 1956–62 A35 Countryman
- 1954–61 Metropolitan
- 1958–61 A40 Farina Mk I
- 1961–67 A40 Farina Mk II
- 1963–74 1100
- 1967–74 1300
- 1973–83 Allegro

Samochody rodzinne
- 1906–07 25/30
- 1906–07 15/20
- 1907–10 18/24
- 1908–11 40 hp
- 1908–10 60 hp
- 1913–14 15 hp
- 1914–16 30 hp
- 1922–40 12 hp
- 1927–38 16
- 1931–36 12/6
- 1933–39 12/4
- 1937–39 14
- 1938–39 18
- 1939–47 12
- 1945–49 16 hp
- 1947–52 A40 Devon/Dorset
- 1948–50 A70 Hampshire
- 1950–54 A70 Hereford
- 1952–54 A40 Somerset
- 1954–58 A40/A50 Cambridge
- 1954–56 A90 Westminster
- 1956–59 A95/A105 Westminster
- 1959–61 A55 Cambridge
- 1959–61 A99 Westminster
- 1961–69 A60 Cambridge
- 1961–68 A110 Westminster
- 1964–75 1800/2200
- 1967–71 3–Litre
- 1969–81 Maxi
- 1975–75 1800/2200
- 1982–84 Ambassador
- 1983–94 Maestro
- 1984–94 Montego

Samochody duże
- 1919–30 20 (20/4)
- 1927–38 20/6

Limuzyny
- 1927–38 16 (16/18)
- 1938–39 18
- 1938–39 28
- 1947–54 A110/A125 Sheerline
- 1946–56 A120 Princess
- 1947–56 A135 Princess
- 1956–59 Princess IV
- 1958–59 A105 Westminster Vanden Plas

Samochody sportowe
- 1920–23 20 Sports Tourer
- 1948–52 A90 Atlantic
- 1950–53 A40 Sports
- 1953–56 Austin–Healey 100
- 1958–70 Austin–Healey Sprite
- 1959–67 Austin–Healey 3000
- 1971 Sprite

Samochody Austin produkowane w Australii
- 1958–62 Lancer
- 1962–66 Freeway
- 1970–73 Kimberley/Tasman

Taksówki londyńskie
- 1929–34 12 Taxicab High Lot
- 1934–39 12 Taxicab Low Loader
- 1938–39 12 Taxicab Flash Lot
- 1948–58 FX3
- 1958–97 FX4

### Samochody wojskowe
- 1914–18 Austin Armoured Car
- 1939–45 10 Utility Truck
- 1939–45 K2
- 1939–45 K4
- 1951–56 Champ
- 1958–67 Gipsy
- 1968 Ant

Ambulanse wojskowe
- 1939–45 K2/Y
- LD3

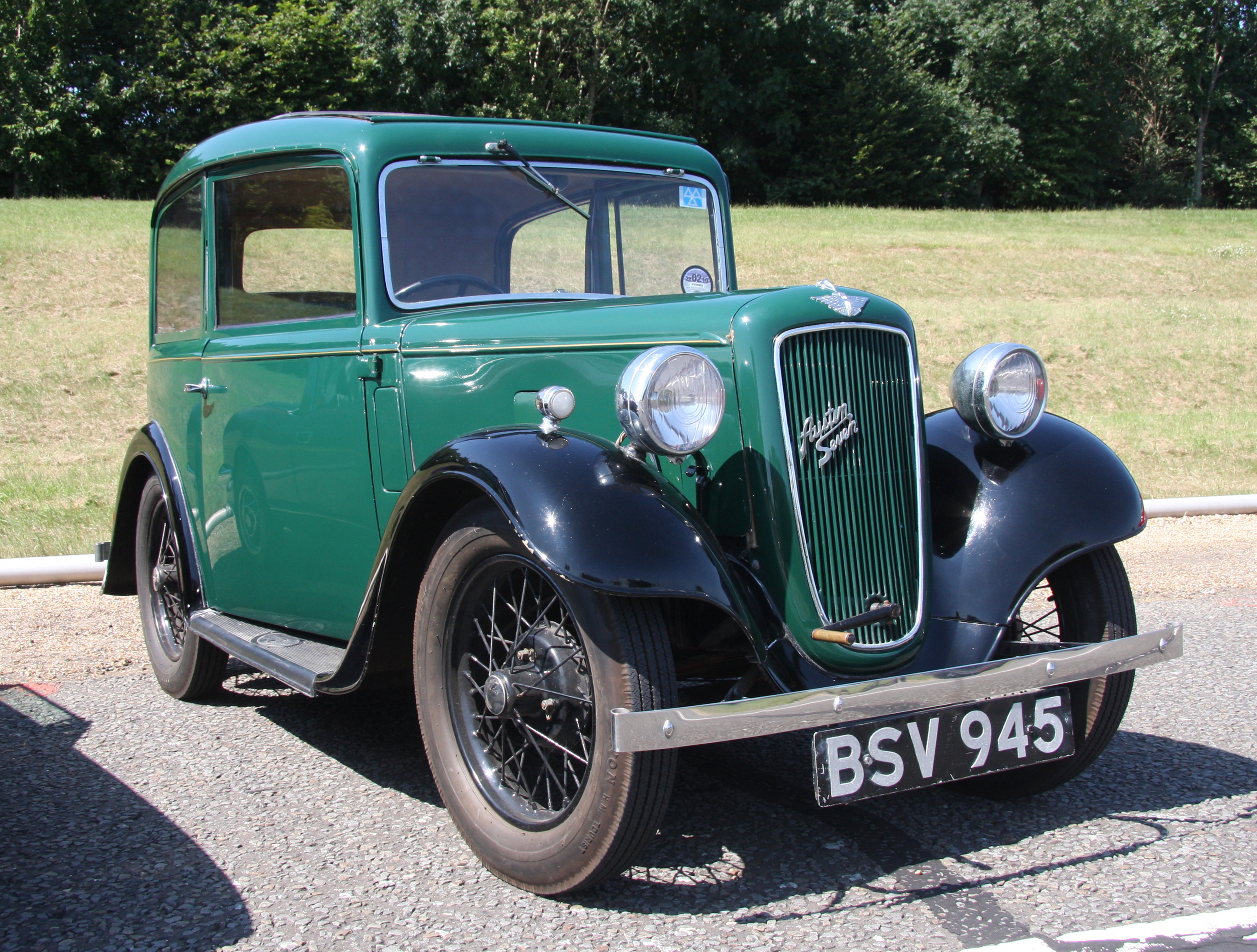
Austin 7
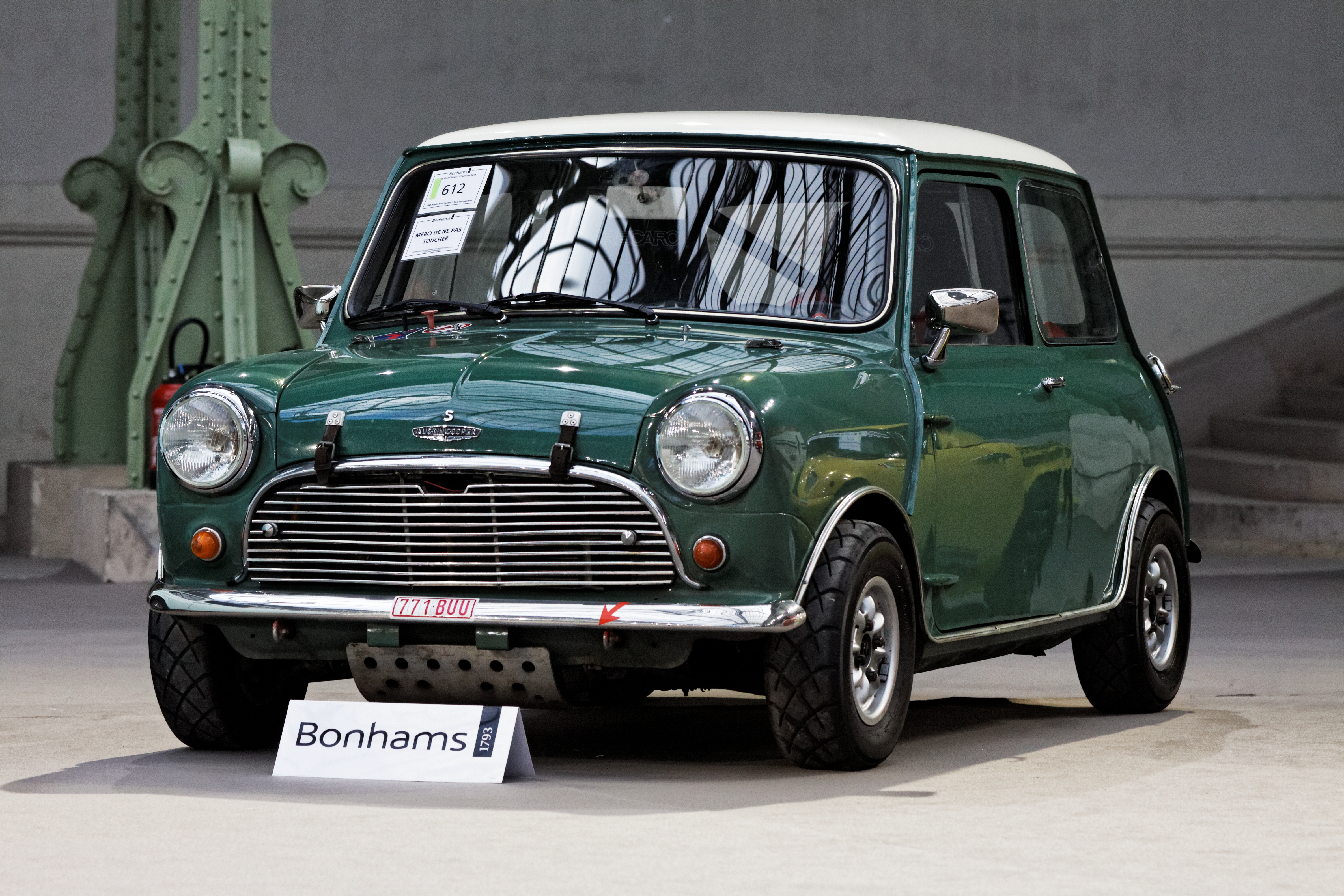
Austin Mini
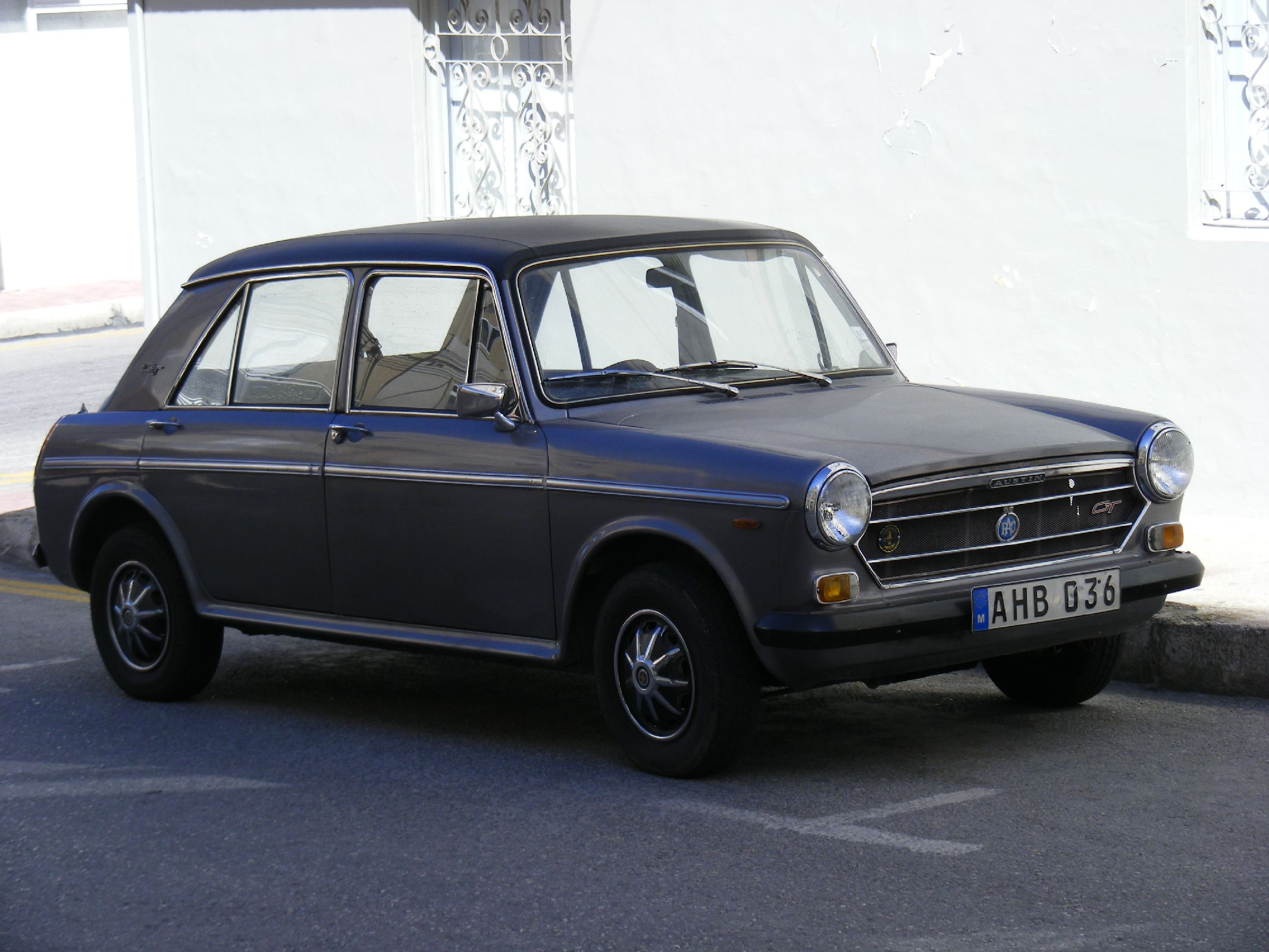
Austin 1100
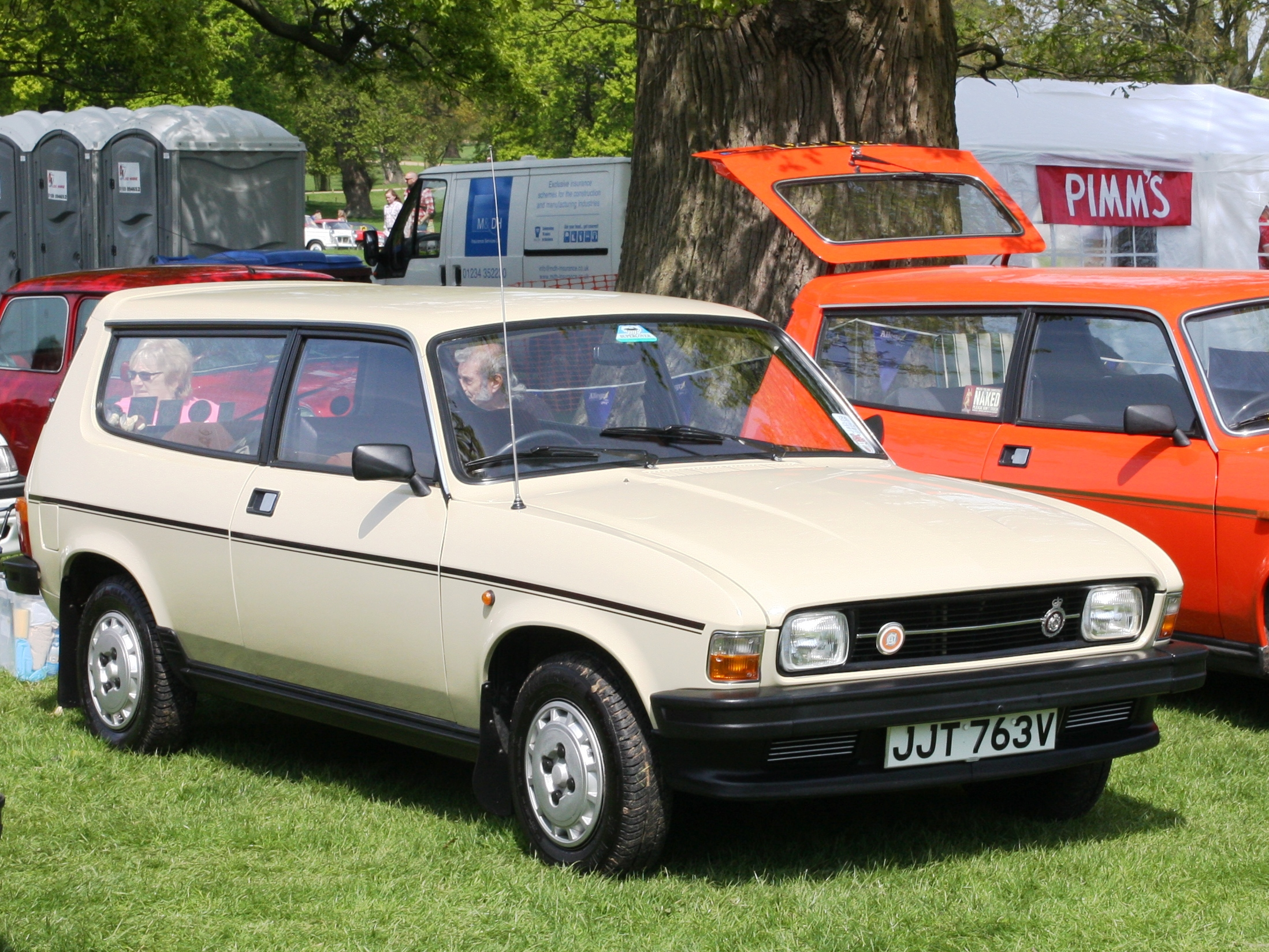
Austin Allegro
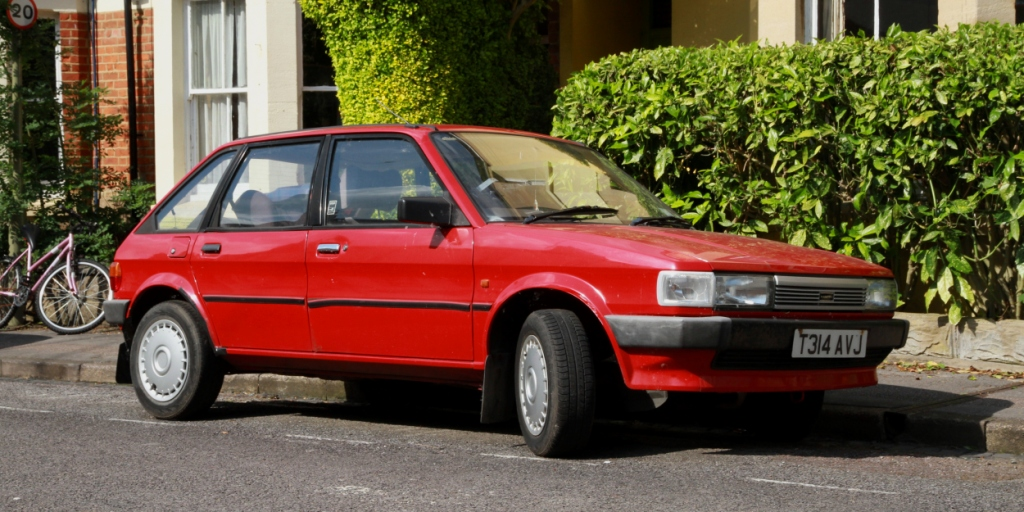
Austin Maestro
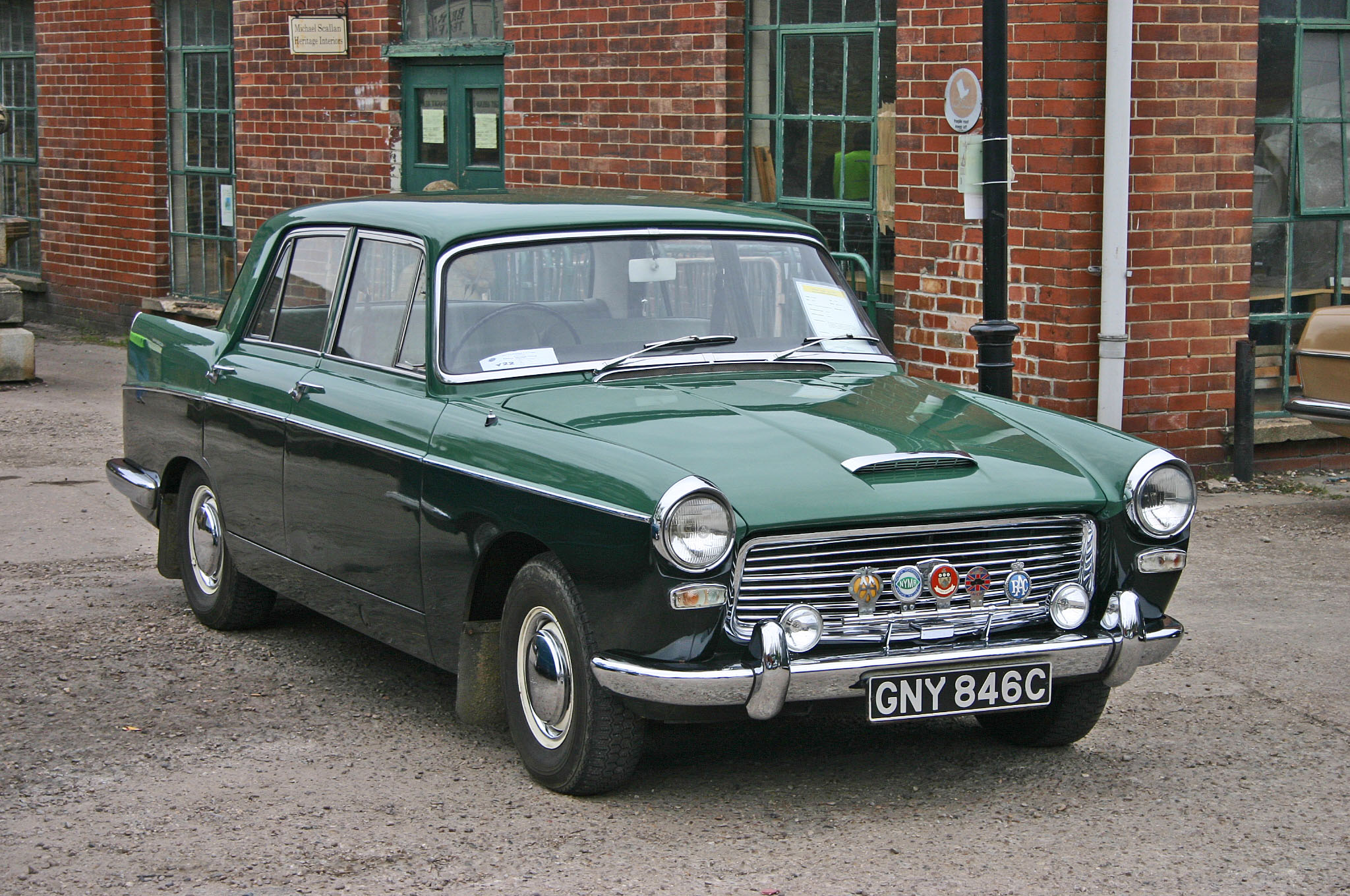
Austin A110 Westminster
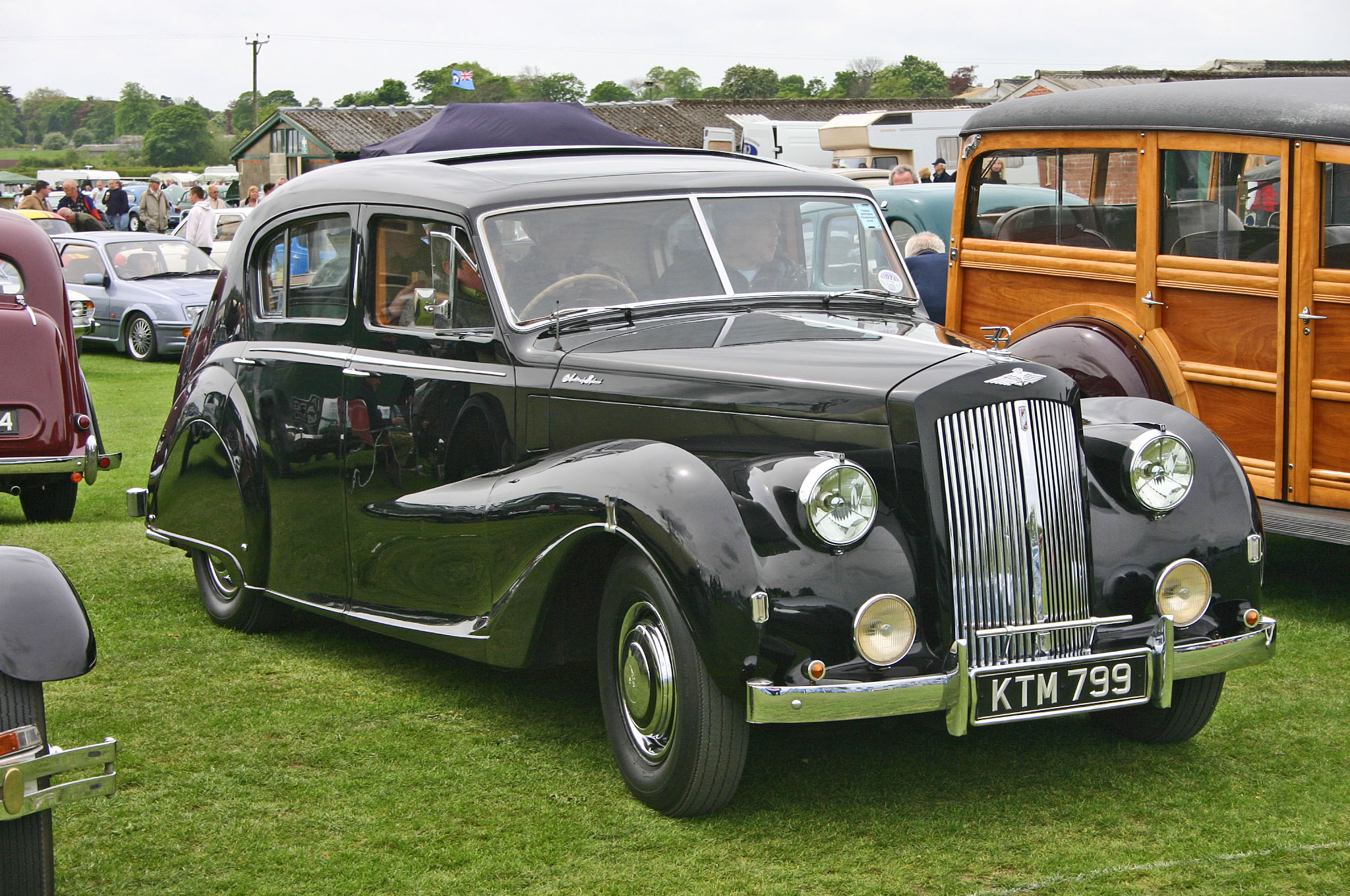
Austin A135 Princess
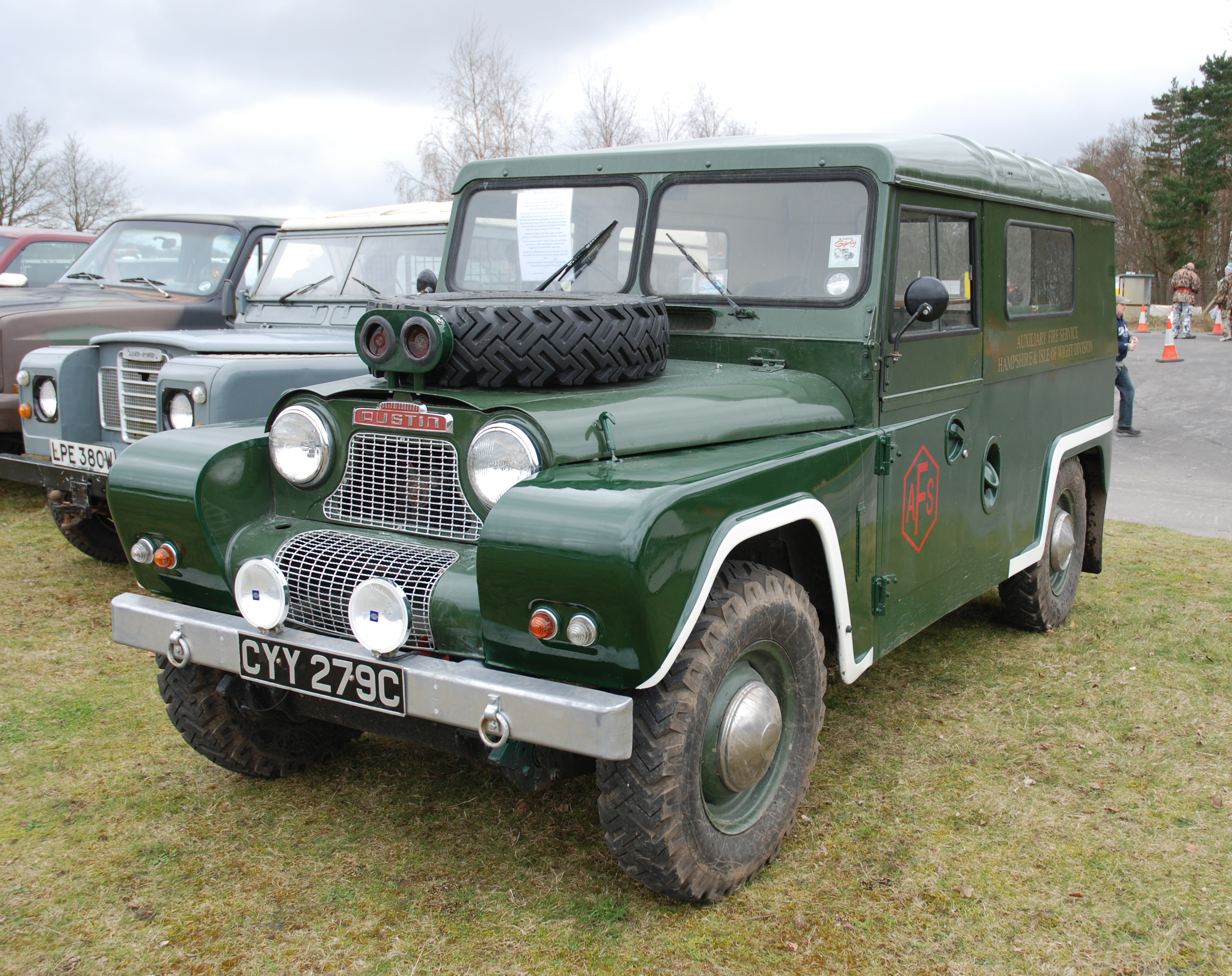
Austin Gipsy
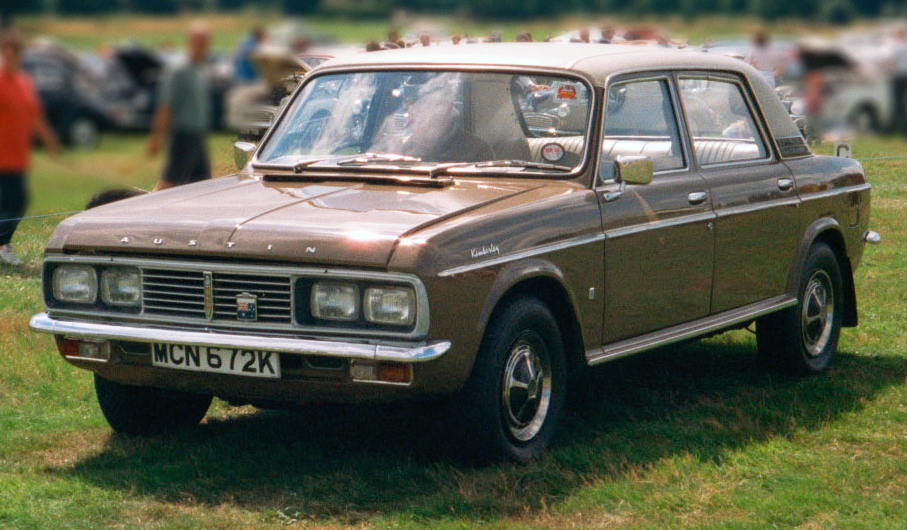
Austin Kimberley
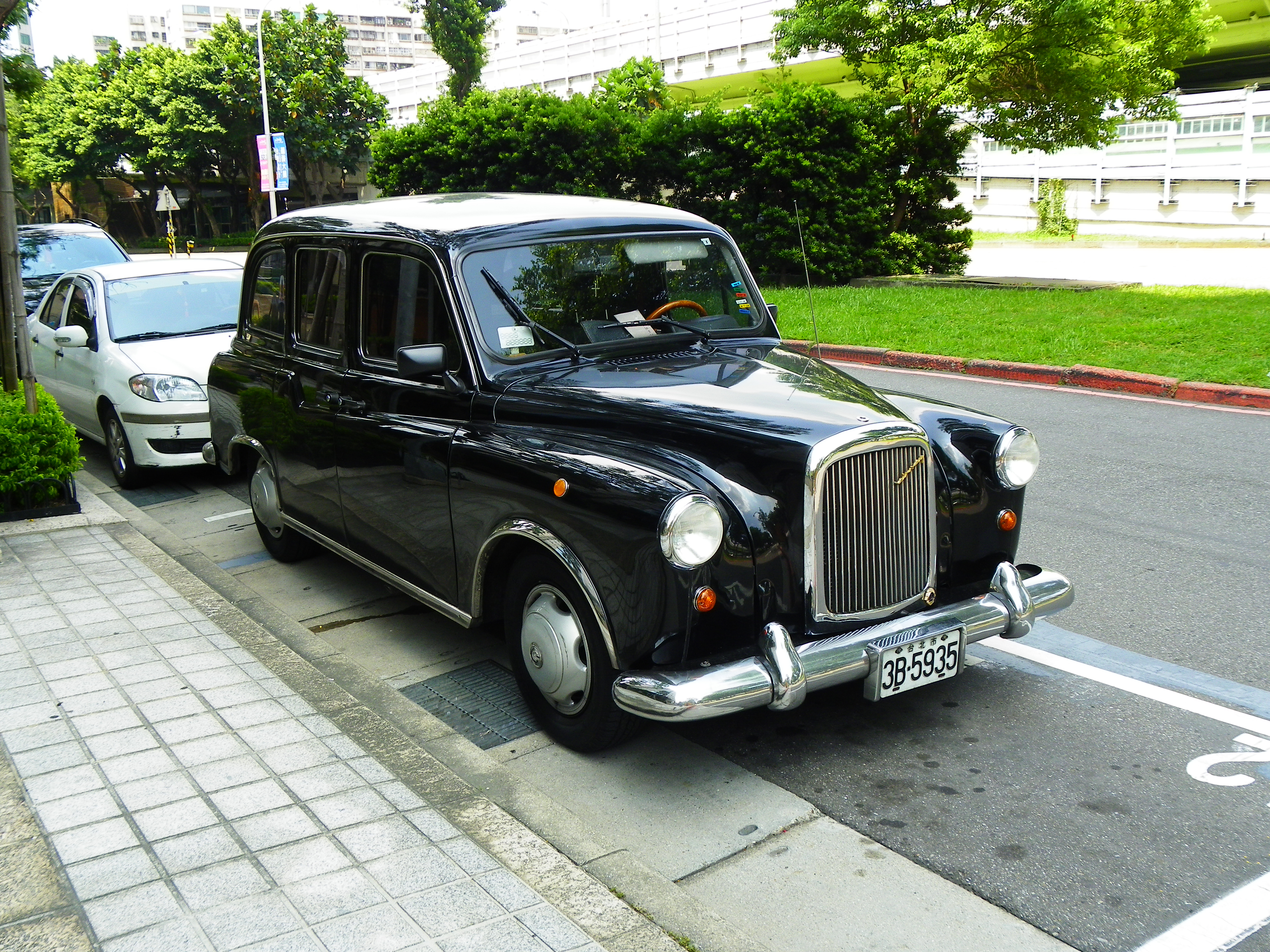
Austin FX4